# 파우더 (영화)
파우더(Powder)는 미국에서 제작된 빅터 살바 감독의 1995년 판타지, 드라마 영화이다. 메리 스틴버겐 등이 주연으로 출연하였고 다니엘 그로드닉 등이 제작에 참여하였다.

## 출연

### 주연
- 메리 스틴버겐
- 숀 패트릭 프레너리
- 랜스 헨릭슨
- 레이 와이즈

### 조연
- 브랜든 스미스
- 브래드포드 타텀
- 수잔 티렐
- 미시 크라이더

## 제작진
- 공동제작: 데니스 머피
- 미술: 왈드마 캘린노우스키
- 의상: 벳시 콕스
- 배역: 주니 로우리-존슨